# Jiya
Jiya (JIYA -ジヤ-) est un manga créé à la fin de 2009 par Akira Toriyama en collaboration avec Masakazu Katsura.